# Moda
Móda (latinsko modus – način, pravilo, mera, meja) pomeni način življenja v določenem času in prostoru. Obvladuje področje navad, oblikovanje prostora, poslušanje določene glasbe, obiske določenih prireditev ... moda nenehno spreminjanje oblike oblačil v duhu in okusu časa, kateremu pripada. Izraz so prvi uporabili Francozi v 17. stoletju (kavalir à la mode).

## Moda in kultura oblačenja
V ožjem pomenu pa pomeni moda zadnje modne smernice in najnovejši način oblačenja. Moda kot kulturni fenomen sodobnega časa je postala sestavni del življenjskega sloga ljudi. Na njo vplivajo številni dejavniki, od družbenih pojavov, popularne kulture, medijev, svetovne politike, do razvoja v znanosti, tehnologiji in umetnosti.